# Ciro Grassi
Ciro Grassi (Cavriana, 12 maggio 1868 – Padova, 2 luglio 1952) è stato un compositore e organista italiano.

## Biografia
Studiò con Polibio Fumagalli e Luigi Mapelli al Conservatorio di Milano. Fu primo organista e vice maestro di cappella della Cappella Musicale del Santo (Cappella Antoniana) a Padova fino al suo pensionamento (1942). Tenne inoltre le cattedre di organo e di storia ed estetica della musica al liceo musicale Pollini.

## Composizioni
- 8 Pezzi per organo, op.1
- Messa a due voci virili, op.2
- Salmo 110: Confitebor tibi, op.3 (1900)
- Tantum ergo, op.4 (1900)
- Messa breve e facile a 3 voci con accompagnamento d'Organo, op.5
- Vespro, op.6 (1900)
- 6 Corali per organo su temi gregoriani, op.7
- 2 mottetti (Veritas mea, Ecce Sacerdos), op.8
- Miserere, op.9
- La S. Messa: Cinque pezzi per armonio od organo, op.10
- Si quaeris: responsorio a 3 voci pari con Organo, op.11
- Passio pel Mercordì Santo, op.12
- 3 mottetti (Dixit Dominus, Iste confessor, Deus tuorum militum), op.15
- 6 Pezzi corali (Alma Redemptoris, Ave Regina Coelorum, Regina Coeli, Salve Regina, Magnificat VIII toni, Litaniae Lauretanae), op.17 (1903)
- 3 mottetti (Omnes de Saba, Reges Tharsis, Vidimus Stellam), op.18 (1903)
- Preludio, versetto e postludio per organo, op.20
- 2 mottetti (Justorum Animae, Beati Mundo Corde), op.21
- Messa in onore del serafico patriarca San Francesco d'Assisi, op.24
- Messa funebre a 4 voci miste sole, op.32
- 3 Pezzi d'organo (Preludio, pastorale, postludio), op.33 (1913)
- Quattro canti Eucaristici (Pange lingua, Panis angelicus, O salutaris hostia, Tantum ergo), op.36
- 3 Inni (Pange Lingua, tantum ergo a 1, tantum ergo a 3), op.38
- 2 Motetti eucaristici (Adoremus in aeternum Pie pellicane), op.39 (1913)
- Responsorio eucaristico, op.40
- Seniores populi, op.41
- e inoltre: Messe, brani del Proprium liturgico e mottetti inediti.

### Scritti
- Fondamenti fisici e storia della musica (1935)
- Storia della musica